# Amatón
Amatón es una localidad del municipio de Nacajuca ubicado en la subregión centro del estado mexicano de Tabasco.

## Geografía
La localidad de Amatón se sitúa en las coordenadas geográficas 18°05′21″N 92°53′34″O / 18.089167, -92.892778, a una elevación de 4 metros sobre el nivel del mar.

## Demografía
Según el Conteo de Población y Vivienda 2020, efectuado por el Instituto Nacional de Estadística y Geografía, la localidad de Amatón tiene 35 habitantes, de los cuales 18 son del sexo masculino y 17 del sexo femenino. Su tasa de fecundidad es de 2.53 hijos por mujer y tiene 13 viviendas particulares habitadas.
| Gráfica de evolución demográfica de Amatón entre 2005 y 2020 |
|                                                              |
| INEGI.                                                       |